# 田尻あやめ
田尻 あやめ（たじり あやめ、1998年5月28日 - ）は、日本の元ファッションモデル、タレント。静岡県三島市出身。ヴィジョンファクトリー→ライジングプロダクション、ゼロイチファミリアを経てソフィープロモーション所属。城西国際大学卒業。

## 来歴
2006年『第一回アミューズ・スターキッズ・オーディション』に入賞し、2009年に小学五年生4月号で読者モデルオーディション特別賞を受賞。4月号から読者モデルとして活動する。同年12月、ナルミヤインターナショナルの「シンデレラオーディション」でグランプリを受賞。これをきっかけに、ネクストプリンセスレギュラー出演、ニコ☆プチ専属モデル、エンジェルブルー、デイジーラヴァーズのイメージモデルといった活躍をする。
2012年6月号をもってニコ☆プチを卒業。同年8月号より『ピチレモン』専属モデルとなる。
2012年12月、アイドルユニット「乙女新党」のメンバーに選抜され、活動を開始する。
2019年、FRESH CAMPUS CONTESTに出場。
2023年にはヴァンビのspider-maaaaaaan / スパイダーメーンちゃんねるに白猫役として出演。一度は芸能界を引退し、インフルエンサー関連の広告代理店に勤務していたことも明かしている。

## 出演

### 舞台
- SHOWMAN'S「フライングパイレーツ〜ネバーランド漂流記」（2016年8月3日 - 7日、新宿村LIVE） - 主演 水野曜 役[8]
- ドリームプリンセス「放課後戦記」（2016年10月5日 - 10日、新宿村LIVE） - 親河和枝 役

### テレビ番組
- ネクストプリンセス（2010年1月-3月、テレビ東京）
- ピラメキーノ（2010年、テレビ東京)
  - 子役恋物語シーズン17（6月17日 - 28日）
  - 子役恋物語シーズン19（8月12日 - 25日）
  - 子役恋物語シーズン22（12月6日 - 15日）
- Girls Lab（2010年11月5日 - 2012年4月1日、キッズステーション）
- ニコ☆プチJS GIRLS COLLECTION（2011年7月24日・31日、キッズステーションほか）
- 原宿キラキラ学院（2012年4月1日 - 6月3日、テレビ東京）
- ようこそ!東池袋ヒマワリ荘（2012年7月4日 - 9月26日、日本テレビ）
- すイエんサー（2013年4月30日 - 2015年2月14日、NHK Eテレ）

### カタログ
- ナルミヤ・インターナショナル エンジェルブルー（2010年） - イメージモデル
- ナルミヤ・インターナショナル デイジーラヴァーズ（2010年） - イメージモデル
- ナルミヤ・インターナショナル メゾピアノ（2011年 - ） - イメージモデル

### 広告
- ガールズフィット（2011年） - イメージモデル

### CM
- エポック社 ヘアコレカチュール（2011年4月）

## 書籍

### 雑誌
- 小学五年生（2009年4月号 - 2010年、小学館） - 読者モデル
- ニコ☆プチ（2010年6月号 - 2012年6月号、新潮社） - 専属モデル
- ピチレモン（2012年8月号 - 2015年4月号、学研パブリッシング） - 専属モデル

### 小説
- 真夏のヒーロー 〜大切な人〜（2014年5月23日、小学館エンジェル文庫） - カバーモデル